# Benz Bz.II
Benz Bz.II byl šestiválcový vodou chlazený letecký motor, vyráběný německou firmou Benz-Söhne od roku 1913. S celkovým objemem válců 14,3 litrů dával výkon 100 k (75 kW) při 1200 ot/min. Měl litinové válce a ventily ovládaly zdvojené hřídele.